# Пе Йон Чжун
Пе Йон Чжун (кор. 배용준, нар. 29 серпня 1972, Сеул, Південна Корея) — південнокорейський актор, найбільш відомий участю в багатьох популярних теледрамах.

## Біографія
Пе народився в Сеулі. Закінчив дошкільню Il-mun та Myung-il початкову школи, після чого учився в середній PaiChai і вищій Hanyoung школах.
Дебютом для Пе Ен Чжуна став фільм PpilKu в 1994 році. А пізніше він взяв участь в таких телесеріалах як «Salut D'Amour» і «Шість кроків до розставання».
Вперше отримати визнання критиків Пе вдалося після появи в другорядній ролі в серіалі«Sunny Place of the Young», де він грав роль спадкоємця косметичної компанії і найкращого друга головного героя, роль якого виконав Лі Джонвон. Його наступною роботою став примітний серіал «Перше кохання», де він зіграв роль Чханву, розумного хлопця з загадковим минулим, який кидає юридичну школу, щоб приєднатися до банди злочинців і помститися за свою сім'ю.
Після 1999 року, Пе вирішив на час відійти від акторської діяльності, щоб зосередитися на своїй освіті в університеті Sung Kyun Kwan, де його спеціальністю було кінознавство.
У 2001 він повернувся на «малий екран» з серіалом «Готельєр». А на наступний рік знявся в серіалі «Зимова соната», який приніс йому популярність по всій Азії. Попри те, що це була теледрама, а не кінофільм, в Японії її подивилося близько 20 % населення. Така популярність дозволила Пе і його партнерці по серіалу Чхве Джиу поміняти місце своєї основної акторської діяльності з Кореї на Японію. Інші корейські фільми та серіали користувалися також значною популярністю на хвилі успіху «Зимової сонати». Роль Кан Джунсана з «Зимової сонати» зробила Пе головною фігурою так званої «Корейської хвилі».
Значимо додала йому популярності в Японії і Південно-Східної Азії роль Човона в фільмі «Нерозказаний скандал».

## Фільмографія

### Фільми
- 2005: Квітневий сніг
- 2003: Нерозказаний скандал
- 1995: ПпілКу

### Теледрами
- 2007: Історія чотирьох богів першого короля (The Story of the First King's Four Gods) (MBC) — король Чусін
- 2007: Готельєр (TV Asahi) (TV Asahi) — Син Донхек, Френк
- 2002: Зимова соната (Winter Sonata, KBS) — Кан Джунсан / Лі Минхьон
- 2001: Готельєр (MBC) — Син Донхьок, Френк
- 1999: Чи справді ми кохали? (True To Love MBC) — Кан Джехо
- 1998: Голоп'ята юність (KBS)
- 1997: Перше кохання (KBS) — Сон Чхану
- 1996: Папа (KBS) — Чхве Хьонджон
- 1995: A Sunny Place of The Young (KBS)
- 1995: Морський бриз (PSB) — Чан Мухьон
- 1995: Шість кроків до розділення (KBS)
- 1994: Salut D'Amour (Love Greeting) (KBS) — Ким Йонмін

### Аніме
- 2009: Зимова соната (Key East, Total Promotion)

## Нагороди
- 2007: Премія MBC драма: Головний приз (Тесан)
- 2007: Премія MBC драма: Краща пара (разом з Лі Джіа)
- 2007: Премія MBC драма: Нагорода за популярність (актори)
- 2004: 40-ва Премія мистецтв Пексан: Найкращий акторський дебют (чоловіки)
- 2003: Кінопремія «Блакитний дракон»: Найкращий новий актор & Популярна зірка
- 2002: Премія KBS драма: Нагорода за популярність (актор) & Нагорода за високу майстерність (актори)
- 2002: 38-та Премія мистецтв Пексан: Нагорода за популярність (чоловіки)
- 1997: 33-тя Премія мистецтв Пексан: Нагорода за популярність (чоловіки)
- 1996: Премія KBS драма: Нагорода за майстерність, Кращий актор & Нагорода за популярність (актор)
- 1995: Премія KBS драма: Кращий новий актор & Фотогігієнічна нагорода